# آرچی جونز
آرچی جونز (انگلیسی: Archie Jones؛ زادهٔ ۱۷ ژانویهٔ ۲۰۰۲) بازیکن فوتبال است.
از باشگاه‌هایی که در آن بازی کرده‌است می‌توان به باشگاه فوتبال پیتربورو یونایتد اشاره کرد.